# Bistum Málaga-Soatá
Das Bistum Málaga-Soatá (lat.: Dioecesis Malagensis-Soatensis, span.: Diócesis de Málaga-Soatá) ist eine in Kolumbien gelegene römisch-katholische Diözese mit Sitz in Málaga.

## Geschichte
Das Bistum Málaga-Soatá wurde am 7. Juli 1987 durch Papst Johannes Paul II. mit der Apostolischen Konstitution Quo efficacius providetur aus Gebietsabtretungen des Erzbistums Bucaramanga errichtet und diesem als Suffraganbistum unterstellt.

Wappen des Bistums Málaga-Soatá

## Bischöfe von Málaga-Soatá
- Hernán Giraldo Jaramillo, 1987–2001, dann Bischof von Buga
- Darío de Jesús Monsalve Mejía, 2001–2010, dann Koadjutorerzbischof von Cali
- Víctor Manuel Ochoa Cadavid, 2011–2015, dann Bischof von Cúcuta
- José Libardo Garcés Monsalve, 2016–2021, dann Bischof von Cúcuta
- Félix María Ramírez Barajas, seit 2022